# Едигей
Едиге́й (Эдиге, Едиге́, Едыге́й, Едіге, Едыге́, Идиге́й, Идеге́й, Идиге́, Идигу́, Идике́, Еділ, Идику́, Эдиге́й, Эдиге́, Эдыге́й, Эдыль, Эдыге́; 1352—1419) — беклярбек Золотой Орды в конце XIV — начале XV веков. Основатель Мангытского юрта и династии, возглавившей Ногайскую Орду. Его прямыми потомками по мужской линии были князья Урусовы, Шейдяковы (Шидаковы), Юсуповы и мурзы Сюндюковы.

## Происхождение
Едигей родился в семье беклярбека Балтычака из тюркоязычного тюрко-монгольского племени мангытов, унаследовав пост отца.
Согласно летописи Кадыр-Али-бека, родословная Эдиге восходит к Абубекиру, у которого было два сына: Керемет-Азиз и Джелал-ал-дин. Последний являлся отцом Баба Туклеса, у которого было четверо сыновей. Опираясь на другие источники, Кадыр-Али-бек утверждает, что сыновей было трое, один из которых похоронен рядом с Каабой, другой — в Крыму, третий — в Ургенче. Дальнейшая информация о предках Эдиге в родословной, приведенной Кадыр-Али-беком, идентична родословной князей Юсуповых и Урусовых.
Персидские источники XV века прямо называют Эдиге сыном Балтычака. Балтычак состоял беклербеком (Амир Ал-умара) при хане левого крыла Тимур-Мелике бек Урусе. Последний был разбит Тохтамышем в 1378 году. Хан-победитель предложил Балтычаку перейти к нему на службу, но встретил гордый отказ, за это Тохтамыш казнил беклербека.
Собственными владениями беклербека Эдиге в конце XIV — начале XV веков считался эль мангытов в междуречье Волги — Урала — Эмбы. Наряду с тем, что эль мангытов являлся составной частью Джучиева Улуса, он был автономным образованием внутри Улуса Джучи. По мнению В. В. Трепавлова, восточные кипчаки, кочевавшие в нутаге мангутов, стали мангытами.

## На службе у Тамерлана
Отец и старший брат Иса служили Урус-хану, а Едигей, по неизвестной причине, был вынужден бежать. Спасаясь от Урус-хана, вслед за молодым Тохтамышем прибыл ко двору Тамерлана, в войсках которого и начал свою службу. Сестра Едигея была женой Тамерлана. Ко времени похода Тамерлана против Тохтамыша в 1391 году был одним из главных эмиров (военачальников) войска. Вскоре после разгрома Тохтамыша Едигей вместе с Тимур-Кутлуг-огланом и другим белоордынским эмиром Кунче-огланом стал просить Тамерлана отпустить их домой под предлогом сбора людей для армии Тамерлана. Поверивший им Тамерлан отпустил военачальников на родину, где они стали проводить собственную политику (к Тамерлану вернулся только Кунче-оглан).

## Борьба с Тохтамышем
Едигей, став улубеем мангытов, всячески способствовал занятию золотоордынского престола Тимур-Кутлугом, который, разбив Тохтамыша, вслед за этим бежавшего в Литву, вскоре воцарился на золотоордынском престоле. Тем временем великий князь литовский Витовт начал готовить масштабный поход с целью восстановить на золотоордынском престоле Тохтамыша и тем самым подчинить Орду своему политическому влиянию. Выступив в поход, Витовт в 1399 году разбил лагерь на реке Ворскле (см. Битва на реке Ворскле), и Тимур-Кутлуг, испугавшись многочисленности противника, запросил мира. Тем временем со своими войсками к реке подоспел Едигей, который разорвал переговоры и убедил Тимур-Кутлуга продолжить борьбу. Возглавив ордынские войска, Едигей нанёс сокрушительное поражение Витовту.
После этой громкой победы Едигей не оставил Тохтамыша в покое и в течение продолжительного времени с переменным успехом боролся с ним. В конце концов, в шестнадцатом сражении в 1406 году Тохтамыш вблизи города Чинги-Тура был окончательно разгромлен и убит. Едигей к тому времени обладал огромным политическим влиянием. По словам испанского путешественника Рюи Гонзалеса де Клавихо, Едигей тогда располагал войском в 200 000 всадников.

## Властитель Золотой Орды
В 1400 году Едигей организовал государственный переворот, убив Тимур-Кутлуга и возведя в ханское достоинство его младшего брата Шадибека; последний проводил жизнь в развлечениях и мало вмешивался в политику. Таким образом, Едигей стал полновластным хозяином Золотой Орды.
Однако вскоре между темником Едигеем и пожелавшим освободиться от его давления Шадибеком разгорелась борьба. Победителем из неё вышел Едигей, а Шадибек бежал в Дербент, где и умер. Новым ханом стал сын Шадибека Пулад.
Едигей прочно держал власть в Орде, с его именем связан некоторый подъём международного авторитета и политического влияния распадавшегося государства. Этому способствовала смерть Тамерлана в 1405 году и начавшиеся смуты в Мавераннахре. Воспользовавшись этим, в 1406 году Едигей сумел на несколько лет захватить Хорезм, изгнав оттуда назначенного Тимуром наместника Мусаку и поставив своих правителей. Сначала правителем Хорезма был назначен золотоордынский эмир Инк, которого затем сменил Кальджа. С 1410/11 года в качестве правителя Хорезма упоминается малолетний сын Едигея Мубарак-шах.

### Поход на Москву
Едигей поссорил великого князя московского Василия Дмитриевича с Витовтом, в результате чего Василий отправился в поход на Литву. С обеих сторон погибло немало людей, было разорено множество городов и селений.
Во второй раз Едигей сумел распространить ложные донесения о якобы готовящемся вторжении его «союзника» Пулад-хана в Литву, а сам, сконцентрировав тем временем огромные силы, в 1408 году отправился в поход на Москву, желая восстановить политическое влияние Орды на Руси. В ордынском войске находились четыре царевича, исполнявших должности военачальников, и несколько видных ордынских эмиров. Общее руководство осуществлял Едигей. Во время осады Москвы Едигей послал в Тверь великому князю тверскому Ивану Михайловичу требование «быть на Москву» с артиллерией, но тот не подчинился. После трёхнедельной безуспешной осады и получения выкупа в 3000 рублей Едигей отошёл от Москвы.
Вторгшись в Московское княжество, Едигей опустошил Серпухов, Верею, Дмитров, Городец, Клин, Нижний Новгород и Коломну, но вследствие новых смут в Орде направился обратно. Возвращаясь, сжёг Троицкий монастырь и разорил Рязань.
Временем похода Едигея на Москву датируется сокрытие по меньшей мере трёх монетных кладов в окрестностях Ельца. Это обстоятельство может служить косвенным свидетельством разорения войсками Едигея и Елецкого княжества.

## Смута в Орде и бегство в Хорезм
Тем временем в Орде начались новые смуты. В 1410 году скончался Пулад-хан, и на ордынский престол взошёл Тимур-хан, сын Темир-Кутлуг-хана. Однако, будучи ставленником Едигея, Тимур-хан вскоре поднял кочевую знать на борьбу против всесильного темника.
В это же самое время, в 1411 году, в самом начале борьбы, в Золотую Орду вторгся сын Тохтамыша Джелал ад-Дин с братьями и разграбил ордынские улусы.
Не имея сил для борьбы с Тимур-ханом, Едигей бежал в Хорезм, по дороге в который он был разбит войсками Тимур-хана. Прибыв с остатками войск в Хорезм, Едигей в течение полугода оборонялся от осаждавших его войск Тимур-хана. Однако вскоре, в 1412 году, военачальник Тимур-хана Газан предал своего хана и, убив его, перешёл на сторону Джелал ад-Дина.
В этих условиях Джелал ад-Дин, пользуясь отсутствием хана, захватил власть в Золотой Орде.
Желая покончить с Едигеем и окончательно разбить его, Джелал ад-Дин послал своего военачальника Каджулая-багатура, войско которого имело численный перевес над войсками Едигея. Но, несмотря на это, Каджулай был разбит с помощью военной хитрости, с блеском применённой Едигеем, который, выйдя навстречу Каджулаю, разделил своё войско на 2 части. Первый отряд отправился сражаться с Каджулаем, а второй остался в засаде. В самый разгар боя первый отряд обратился в бегство, разбрасывая по пути специально подготовленные попоны и прочее конское снаряжение, создавая тем самым у противника иллюзию полного разгрома врага. Тем временем на ничего не подозревавшего Каджулая из засады ударил второй отряд, который и решил исход сражения. Каджулай был разбит и погиб в бою. Едигей с богатой добычей и многочисленными пленными вернулся в Хорезм победителем.
Один из четырёх сыновей Тамерлана Шахрух, правитель Хорасана, рассчитывая на слабость Едигея, послал войско с целью вернуть Хорезм в состав своих владений. Но войско, не добившись никаких успехов, вынуждено было вернуться назад. Однако второе вторжение войск Шахруха во главе с Шах-меликом, воспитателем Улугбека, оказалось более удачным, и Едигей был выбит из Хорезма. Во многом этому способствовал установленный Едигеем режим страха и насилия, настроивший против него мирное население страны.

## Дальнейшая судьба
Прибыв в Золотую Орду, Едигей продолжал играть в ней политическую роль, находясь тем не менее в неприятельских отношениях с враждовавшими друг с другом в борьбе за престол сыновьями Тохтамыша ханами Кепеком и Керим-Бердеем (на которых делали ставку Литва и Москва, соответственно).
В 1416 году Едигей разорил Киев и всё правобережье Днепра.
В 1419 году Едигей был убит одним из сыновей Тохтамыша в районе города Сарайчика.
В ногайской традиции и фольклоре Едигей (Эдиге) считается выдающимся правителем и великим батыром. Эдиге изображен на гербе Ногайского района Дагестана.

## Характер и внешность
Заметки о характере и внешности Едигея оставил лишь один восточный автор — Ибн Арабшах. Он так описывал Едигея:

«Был он очень смугл (лицом), среднего роста, плотного телосложения, отважен, страшен на вид, высокого ума, щедр, с приятной улыбкой, меткой проницательности и сообразительности, любитель ученых и достойных людей, сближался с благочестивцами и факирами, беседовал (шутил) с ними в самых ласковых выражениях и шутливых намеках, постился и по ночам вставал (на молитву), держался за полы шариата, сделав Коран и сунну да изречения мудрецов посредниками между собою и Аллахом всевышним.».

## Дети
Едигей имел по меньшей мере двадцать сыновей. Среди них наиболее известны Мансур (ум. 1427), Нураддин (ум. 1440), Гази (ум. 1428), Наурус, Кей-Кавад, Султан-Махмуд и Мубарак.
На дочери Едигея был женат хан Золотой Орды Тимур-хан (1410—1412).

## Едигей в культуре
Едигей является одной из ключевых фигур в устной традиции каракалпакского народа. В каракалпакском фольклоре существует дастан (эпос) «Едиге», который передавался из поколения в поколение и занимает важное место в народном творчестве. В этом эпосе рассказывается о его подвигах, военных походах и политической деятельности, а также о его роли в истории Золотой Орды и противостоянии с Тимуром.
Каракалпакская версия дастана имеет свои особенности по сравнению с вариантами других тюркских народов. В ней особое внимание уделяется взаимодействию Едигея с местными племенами, вопросам степной демократии и традициям управления. В эпосе он изображается как мудрый правитель и военачальник, стремившийся к порядку и справедливости.
В различных источниках и языках Едигей упоминается под разными титулами. В каракалпакском и казахском эпосе его называют «би» (би, старший советник и судья), в ногайской традиции — «мырза» (мырза, знатный человек, предводитель), в татарских летописях он фигурирует как «эмир» (әмир, военный и политический лидер). Эти титулы отражают его высокий статус и значимость в истории Золотой Орды.
Дастан «Едиге» продолжает оставаться объектом научного изучения и считается ценным источником по истории и культуре Каракалпаков. Его мотивы также находят отражение в современном искусстве и литературе региона.
Каракалпакская версия дастана «Едиге» является важным свидетельством связи каракалпаков с исторической личностью Идегея (Едиге). По данным исследователей, существует не менее 12 версий дастана, записанных у каракалпакских сказителей, таких как Бекимбет жырау, Кыяс жырау, Ерполат жырау и Акбай.
Главной особенностью каракалпакской версии является то, что в ней отражены как исторические события, так и дворцовые интриги в период ослабления Золотой Орды. Персонажи, такие как Токтамыш-хан, его дочери Каникей и Тыныкей, дворцовые шпионы и пастухи, выступают как активные участники драмы, переплетающей судьбы Идегея и его сына Нуратдина.
Согласно тексту дастана, Идегей принадлежал к роду ак мангыт — одному из трёх подразделений мангытов, наряду с кара и тай мангытами. Ак мангыт жили в районе современного Нукусского района Каракалпакстана, где до сих пор существуют топонимы, связанные с Идегеем, такие как «Хайван кала» и гора Кырантау.
В эпосе также упоминаются реальные географические названия Приаралья, такие как Төктиң таўы (Гора Ток), Бес төбе (Пять холмов), Шылпықтың таўы (Гора Шылпык) и Хожа көл (Озеро Хожа), что указывает на глубокую связь дастана с каракалпакской территорией.
Некоторые исследователи, включая И. А. Беляева, указывали, что история Идегея тесно связана с Приаральем и его пустынями, и именно каракалпаки с особой любовью сохранили этот пласт народной памяти.
Таким образом, каракалпакские версии дастана «Едиге» не только подтверждают связь каракалпаков с историческим Идегеем, но и сохраняют богатое культурное и историческое наследие народа, основанное на синтезе фольклора, истории и этнической памяти.

## Комментарии
1. ↑  «Подводя итоги, можно сделать вывод о том, что культурно-исторический феномен Дешт-и-Кипчак в период истории развитого средневековья степей и лесостепей Евразии сформировался и существовал в результате миграции тюркоязычных (кипчакских) этнических групп не только на запад, но и на восток. Происходило это на всем протяжении периода развитого средневековья под воздействием геополитических событий в Центральной Азии, которые определяли стартовую площадку, контингент, направление и динамику миграции. Этот феномен оказался в зоне влияния культурного пространства Среднего Востока, что способствовало формированию единой кыпчакской культуры тюркоязычных кочевников развитого средневековья от Байкала до Дуная, а противоположные направления миграционных потоков привели к появлению Восточного и Западного Дешт-и-Кипчак.» А. М. Илюшин. Западные и восточные кипчаки по материалам археологии.//Вестник Томского государственного университета. История. 2016. № 5 (43)
2. ↑  «В первой половине XIII в. кипчакские кланы оказались под властью монгольских завоевателей, став основным человеческим ресурсом для строительства джучидской и чагатайской улусной системы (прочие тюрки-кочевники — огузы, карлуки, уйгуры, народы Алтая — были немногочисленны по сравнению с ними). Дешт-и-Кипчак был поделен Чингизидами на нутаги (монг.), или юрты (тюрк.) — обширные зоны пастбищных угодий, предоставленные монгольским племенам. Считалось, что некоторая (едва ли значительная) часть степи, не охваченная этой развёрсткой, по-прежнему принадлежала покоренным монголами кипчакам, предкам будущего ногайского эля кипчак. Однако кипчаки практически утратили домонгольское племенное деление и стали обозначаться посредством этнонимов тех монгольских племён, в нутагах (юртах) которых им довелось оказаться. Кочевавшие в нутаге мангутов стали мангытами, в зоне хонкиратов — кунгратами, найманов — найманами, киреитов — кереитами, или кереями. Относительно мирная и безопасная жизнь в империи Джучидов на протяжении второй половины XIII — первой половины XIV вв. имела благоприятные демографические последствия. Старые эли множились, делились и ветвились; появлялись патронимии, различавшиеся по именам патриархов (темир-ходжа, тогунчи-улы и т. п.) или по тамгам» Трепавлов В. В. История Ногайской Орды. — М.: Восточная литература, 2002.

## Образ Едигея в кино
- Андрей Рублев (СССР; 1966) режиссёр Андрей Тарковский, в роли Едигея — Болот Бейшеналиев.